# Miejsce (Spytkowice)
Miejsce ist eine Ortschaft mit einem Schulzenamt der Landgemeinde Spytkowice im Powiat Wadowicki der Woiwodschaft Kleinpolen in Polen.

## Geographie
Der Ort liegt am rechten, südlichen Ufer der Weichsel, 6 km nordöstlich der Stadt Zator. Die Nachbarorte sind Spytkowice im Osten und Süden, Smolice im Westen, sowie Okleśna im Norden (nördlich der Weichsel).

## Geschichte

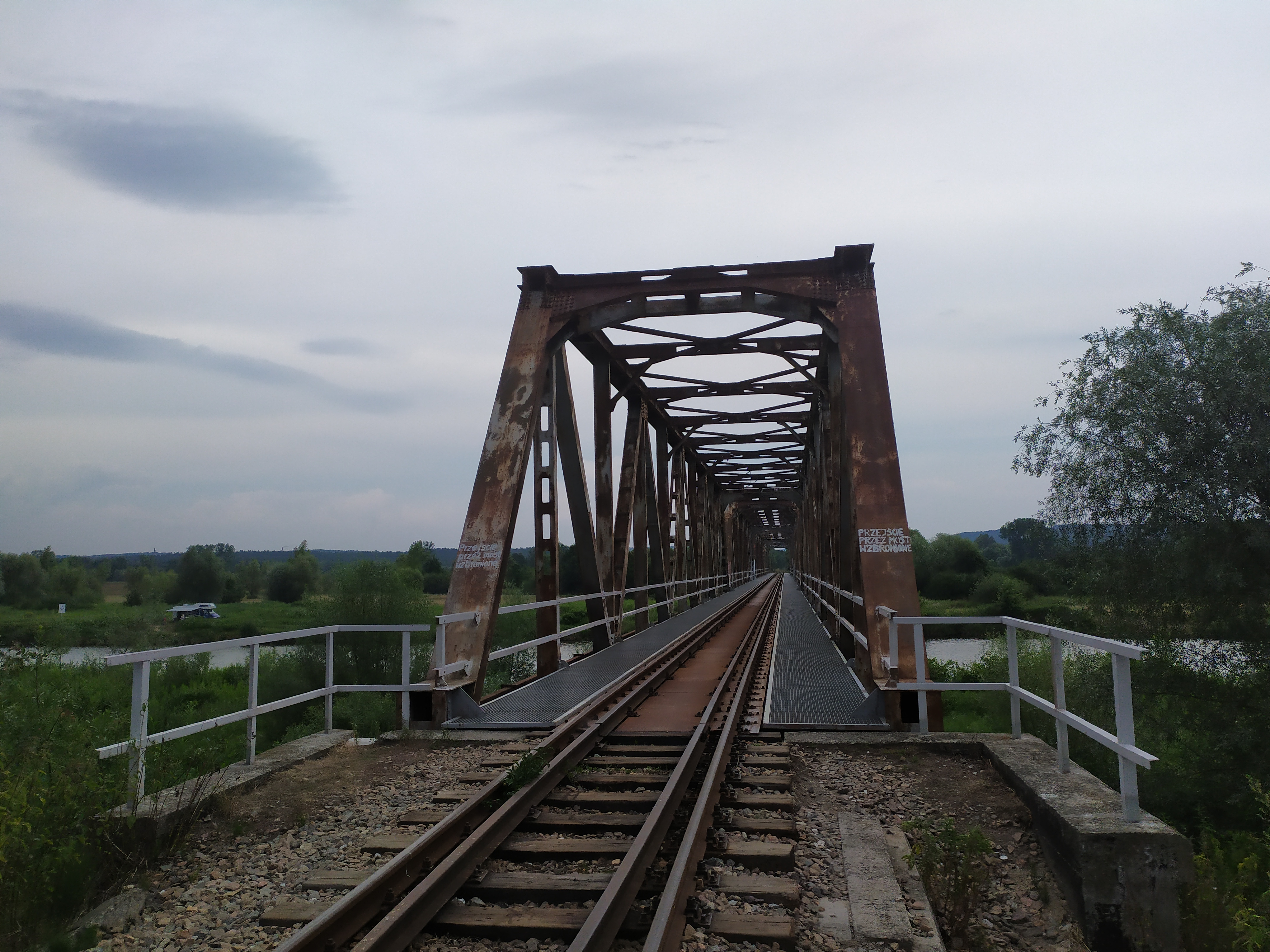
Brücke der Bahnstrecke Trzebinia–Skawce über die Weichsel

Nach T. Lalik (2006) lässt der Name Miejsce (= miasto, deutsch Stadt) vermuten, dass die Ortschaft schon im frühen Mittelalter als ein Marktort bestehen konnte, verlor aber später an Bedeutung zugunsten von Zator. Der Name Miejsce ist mit dem polnischen Wort miasto (Stadt), wie auch mit dem Wort miejscowość (miejsce + Suffix -(ow)ość, wörtlich Ortschaft) verwandt, aber bezeichnet in erster Linie einen Platz, Raum/Gebiet, Grund/Boden. Das Dorf wurde erstmals im Jahr 1440 urkundlich als z Městca (tschechische Schreibweise) bzw. Myestchcze erwähnt, später als Myestzecz (1447), Mestcze villa (1450).
Das Gebiet zwischen den Flüssen Skawa im Westen und Skawinka im Osten wurde im Jahr 1274 von Kleinpolen abgetrennt und ans Herzogtum Oppeln angeschlossen. Das Herzogtum Oppeln wurde 1281 nach dem Tod von Wladislaus I. von Oppeln geteilt. Ab 1290 gehörte das Dorf zum Herzogtum Teschen. Seit 1315 gehörte es zum Herzogtum Auschwitz, das ab 1327 unter Lehnsherrschaft des Königreichs Böhmen war. Seit 1445 gehörte es zum Herzogtum Zator, dieses wurde im Jahr 1494 an Polen verkauft. Anschließend wurde das Herzogtum Auschwitz-Zator im Jahr 1564 völlig dem Königreich Polen angeschlossen, als Kreis Schlesien der Woiwodschaft Krakau, ab 1569 in der polnisch-litauischen Adelsrepublik.
Nach Jan Długosz hatte das Dorf Myeszcze (1470–1480) eine Pfarrkirche (villa in qua ecclesia parochialis). Bis 1440 war es im herzöglichen Besitz, danach gehörte es der Familie Myszkowski, die es einer Latifundie mit dem Sitz in Spytkowice angeschlossen hatte. 1529 wurde die Filialkirche von Spytkowice von einer Überflutung zerstört.
Bei der Ersten Teilung Polens wurde Miejsce 1772 Teil des neuen Königreichs Galizien und Lodomerien des habsburgischen Kaiserreichs (ab 1804). Ab 1782 gehörte es dem Myslenicer Kreis (1819 mit dem Sitz in Wadowice). Nach der Aufhebung der Patrimonialherrschaften bildete es nach 1850 eine Gemeinde im Gerichtsbezirk Wadowice im Bezirk Wadowice, ab 1891 im Gerichtsbezirk Zator, der 1910 mit dem Gerichtsbezirk Oświęcim vereinigt wurde, um den Bezirk Oświęcim zu gründen. 1899 wurde die Bahnstrecke Trzebinia–Skawce eröffnet.
1918, nach dem Ende des Ersten Weltkriegs und dem Zusammenbruch der k.u.k. Monarchie, wurde Miejsce wieder Bestandteil von Polen. Unterbrochen wurde dies nur durch die Besetzung Polens durch die Wehrmacht im Zweiten Weltkrieg. Es gehörte dann zum Landkreis Bielitz im Regierungsbezirk Kattowitz in der Provinz Schlesien (seit 1941 Provinz Oberschlesien), und zwar als eines der einigen Dörfer östlich der Skawa, damals Schaue, die zur Grenze zwischen dem Dritten Reich und dem Generalgouvernement wurde.
Von 1975 bis 1998 gehörte Miejsce zur Woiwodschaft Bielsko-Biała.